# Renault FT
Renault FT — французький легкий танк, розроблений компанією «Рено» під час Першої світової війни.
Розробка цього танка стала революційною в історії танкобудування. Рено FT став першим танком з гарматною баштою, яка могла обертатись на 360°. Конструкція танка, при якій башта встановлювалась нагорі машини, двигун розташовувався позаду, а водій сидів спереду, стала традиційною у танкобудуванні, таке компонування використовують і сьогодні. 
Більше трьох тисяч танків виготовлено французькою індустрією, більшість в 1918 році. Також в США виготовлено 950 майже повних копій даного танка під назвою M1917, але вони не брали участь в Першій світовій війні.

## Історія створення та виробництва

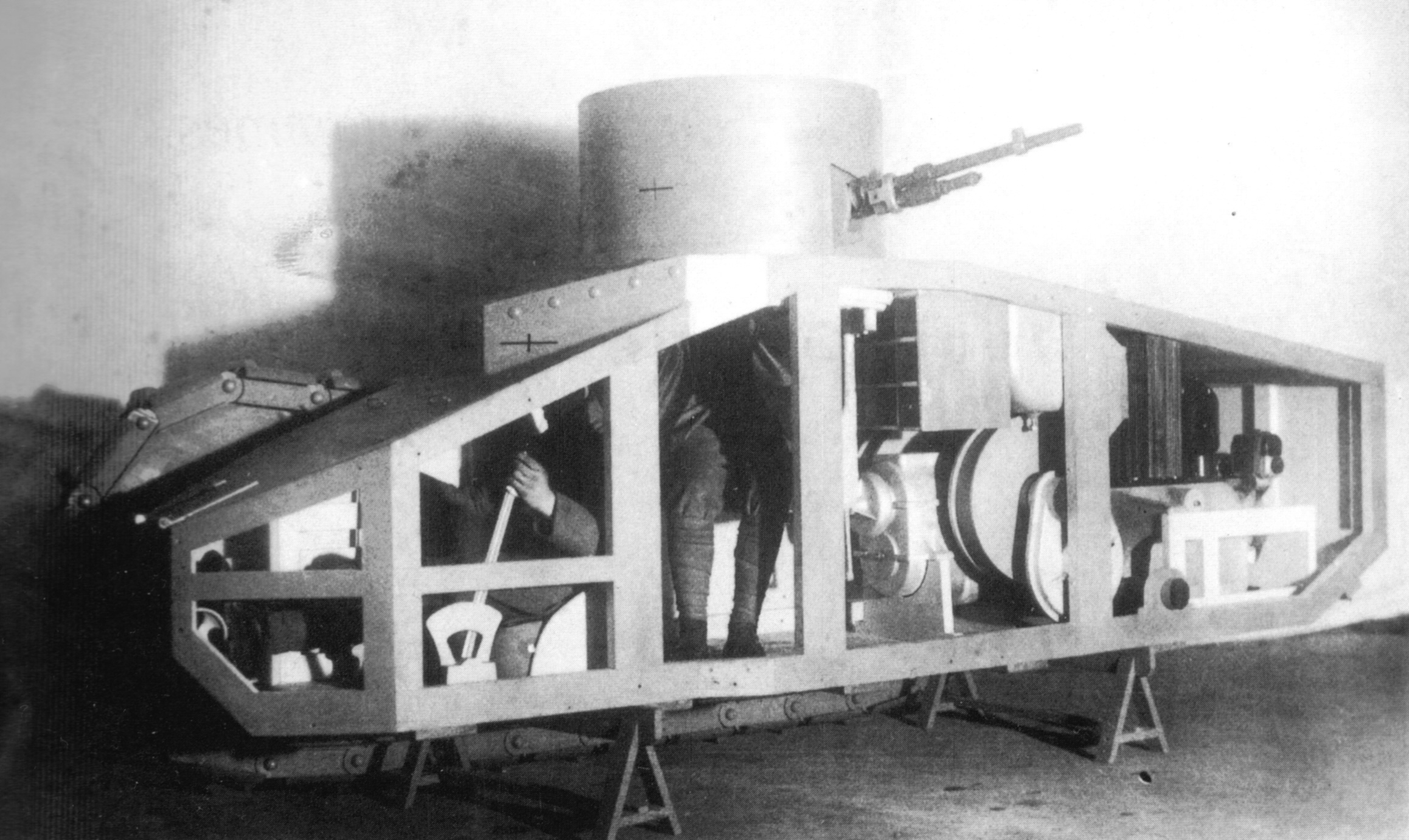
Макет FT-17

Розробку нового легкого танка розпочато в травні 1916 року відомим автомобільним виробником Луї Рено. Є свідчення про те, що сам Рено займався попередньою розробкою проєкту танка, так як не був достатньо упевнений, що вірне співвідношення потужності і ваги машини може бути досягнуто для середнього танка, запитуваного армією. Прикінцеві креслення проєкту підготував один з найталановитіших проєктувальників Рено — Родольф Ернст-Мецмаір.
Незважаючи на те, що проєкт танка Рено був набагато прогресивнішим, ніж перші два французьких танки (CA-1 Шнайдер і важкий Сен-Шамон), у Рено спочатку були проблеми із затвердженням проєкту командувачем французькими танковими силами полковником (пізніше генералом) Жаном-Батистом Еженом Естіенном (Jean Baptiste Eugène Estienne). Навіть після першого використання танків англійцями 15 вересня 1916, після якого французам знадобилося впровадження власних броньованих машин, виробництво легкого танка майже скасували на користь надважкого танка (пізніша розробка Char 2C). Однак, тепер уже за активної підтримки Естіенна, а потім і французьких головнокомандувачів, які розглядали легкі танки як більш здійсненний і реалістичний вибір, Рено нарешті зміг продовжити розробку свого танка. Але все одно змагання з Char 2C тривало до самого кінця війни.
У першій половині 1917 року дослідний зразок танка повільно вдосконалювався, однак проблеми з ременем приводу вентилятора і з системою охолодження у FT збереглася до кінця Першої світової війни. У 1917 році вироблено всього 84 танки, але до кінця війни поставлено 2697 машин. Принаймні, всього вироблено понад 3 177 танків, деякі оцінки вказують до 4 000 танків, всіх модифікацій. Однак цифра 3 177 — загальна кількість танків, поставлених французькій армії; ще 514 танків були, можливо, безпосередньо поставлені армії США, 24 — у Велику Британію і три — в Королівство Італія. Таким чином, ймовірна повна кількість випущених танків склала 3 694 одиниць. Спочатку, танка мав круглу башту, пізніше — восьмикутну. В останніх модифікаціях танк мав скруглену башту (так звану башту Жиро, за назвою однієї з багатьох фабрик, на якій вони випускалися), що виготовлялася з листової сталі. На останні дві модифікації танка могли встановлюватися гармата Puteaux SA 18 або 7,92-мм кулемет Гочкіса. У США побудована за ліцензією трохи змінена версія танку, так званий Шеститонний танк або M1917 (всього 950 танків, з них 64 одиниці до кінця війни, але було вже надто пізно, щоб скористатися ними в бойових діях).

## Іноземні варіації
6-тонний танк M1917 — (англ. Six-ton Tank M1917), також відомий як «Форд-двомісний» (англ. Ford Two-man) — легкий танк США періоду Першої світової війни, варіант Рено FT-17. Виготовлявся серійно з жовтня 1918 року, загальний випуск склав 952 машини в декількох варіантах. У Першій світовій війні ці машини взяти участі не встигли, проте використовувалися для навчально-тренувальних цілей до кінця 1930-х років, а з початком Другої світової війни багато M1917 передали Великій Британії і Канаді, для використання в тій же якості.
На основі FT-17 свій танк створили італійці — «Fiat 3000» (L5/21) і Fiat 3000B (L5/30). Розробку танка здійснили фірми «Ансальдо» і «Бреда», а замовлення на виробництво 1400 машин отримав «Фіат». У порівнянні з FT-17, «Fiat 3000» був більш легким і швидкісним. До появи в 1929 у англійських танків «Карден-Лойд» Модель VI «Fiat 3000» були єдиними машинами, які у великій кількості мала італійська армія. Італійці використовували їх в Абісинії, Лівії і навіть у самому Королівстві Італія. Востаннє «Fiat 3000» брали участь у бойових діях в ході висадки союзних військ на Сицилії.
Також варіант FT-17 вироблявся в Радянській Росії. Російський Рено (також відомий як «Танк М»), являв собою майже повну копію французького легкого танка «Рено» FT-17. Випускався в 1920 дрібною серією на Сормовському заводі. Вироблено всього 15 машин, кожна з особистою назвою, як у корабля — «Борець за свободу тов. Ленін», «Борець за свободу тов. Троцький», «Пролетар»(«Пролетаріат»), «Червоний боєць», «Паризька комуна», «Буря», «Гроза», «Ілля Муромець», «Перемога», тощо Участі в будь-яких бойових діях танки не брали.
Пізніше, в 1925—1927 роках, на основі FT-17 і «Fiat 3000» створений перший радянський великосерійний танк Т-18 (або МС-1). Вироблявся з 1928 по 1931 рік, всього в декількох варіантах випущено 959 танків цього типу, не рахуючи прототипу. Наприкінці 1920-х — початку 1930-х років Т-18 становив основу танкового парку РСЧА, але досить швидко був витіснений більш досконалим Т-26. Застосовувався в бою в конфлікті на КВЖД, але в 1938–1939 роках застарілі і зношені Т-18 були в основному зняті з озброєння або використовувалися як нерухомі вогневі точки. У незначній кількості ці танки ще залишалися у військах в боєздатному стані до початку німецько-радянської війни і використовувалися на початковому її етапі.

## Модифікації

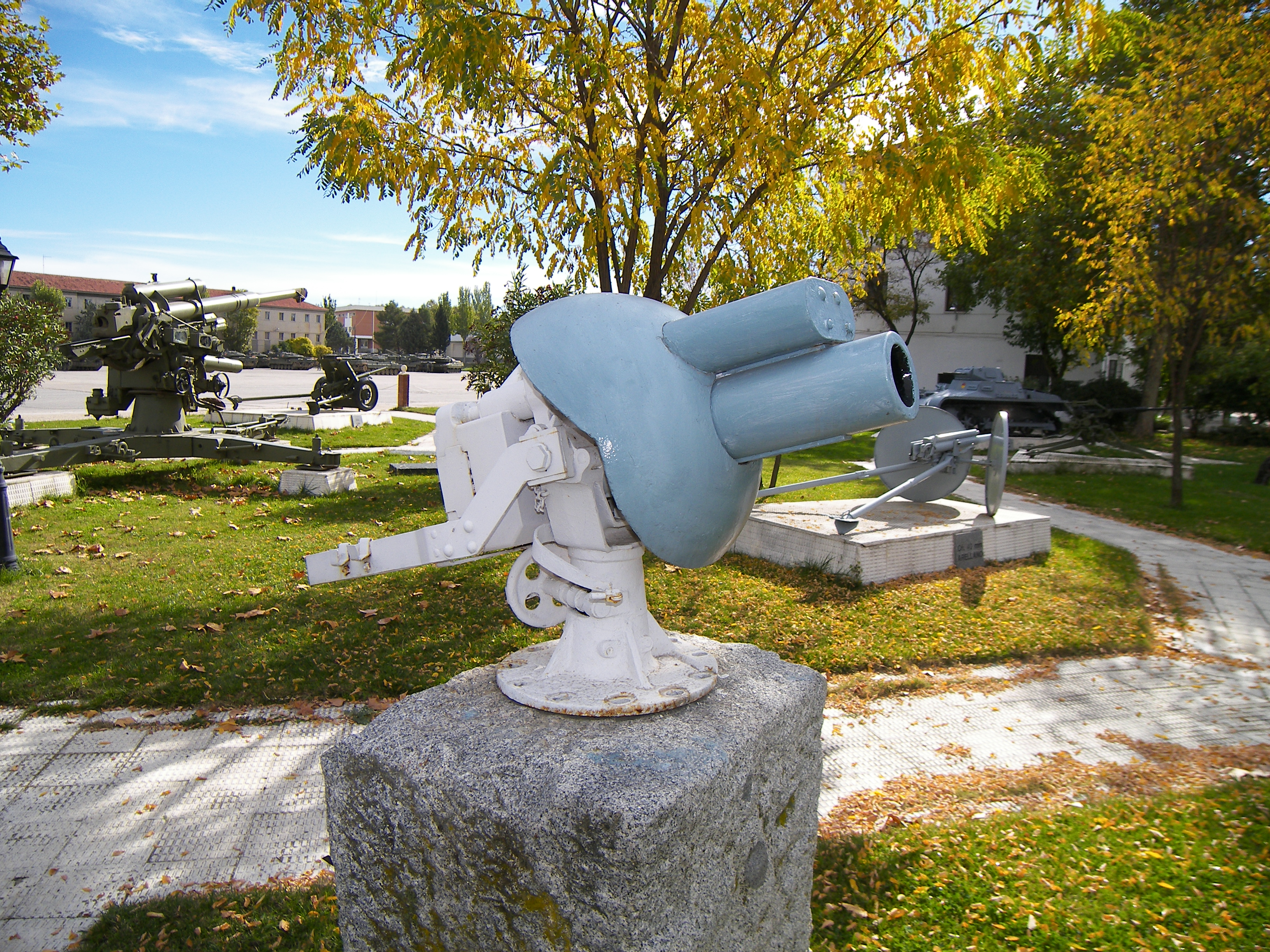
75-мм гармата Блокхаус Шнайдер CA1 в Музеї бронетехніки в Ель-Голозо, Іспанія.

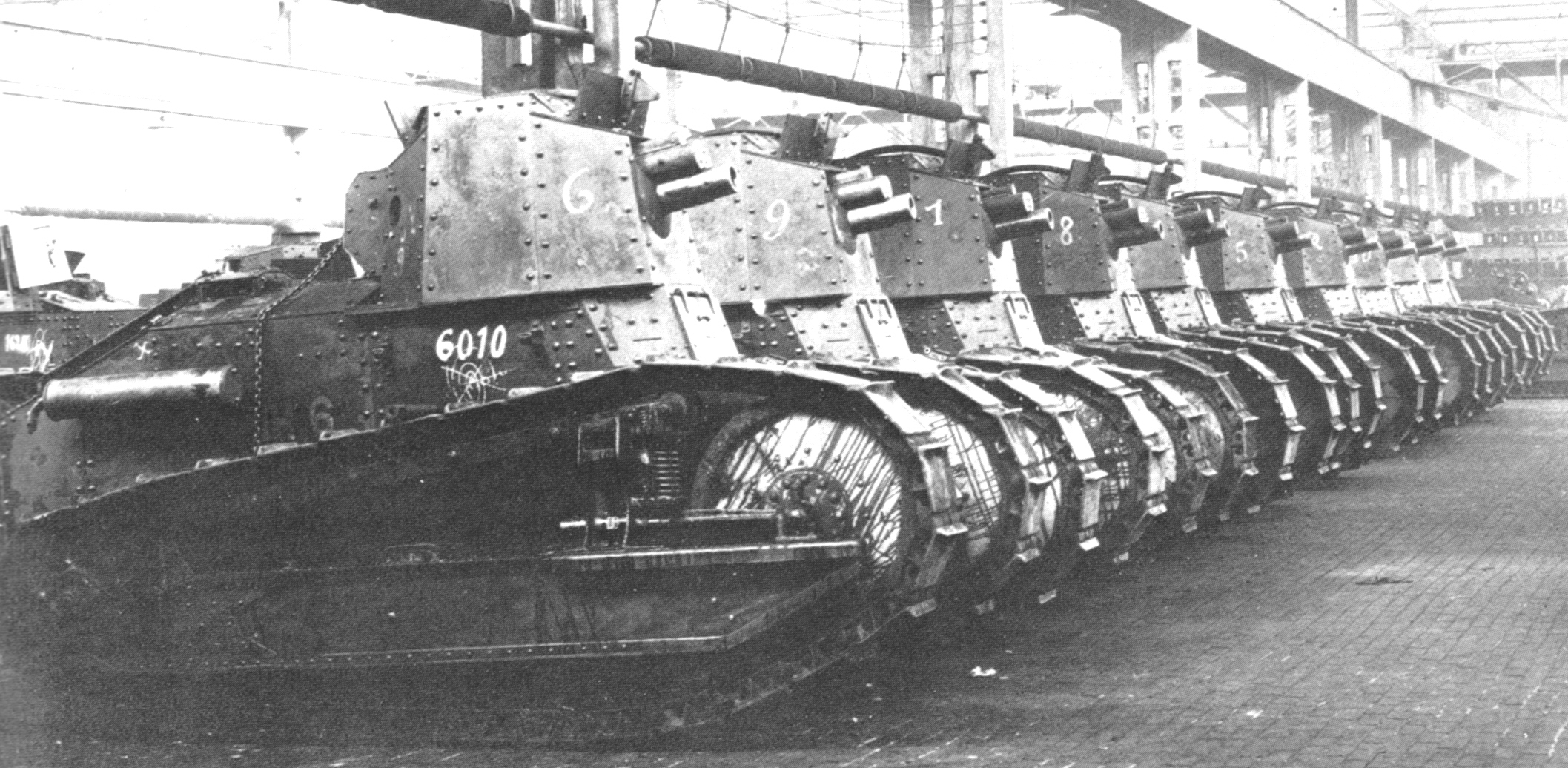
FT-17 75 BS

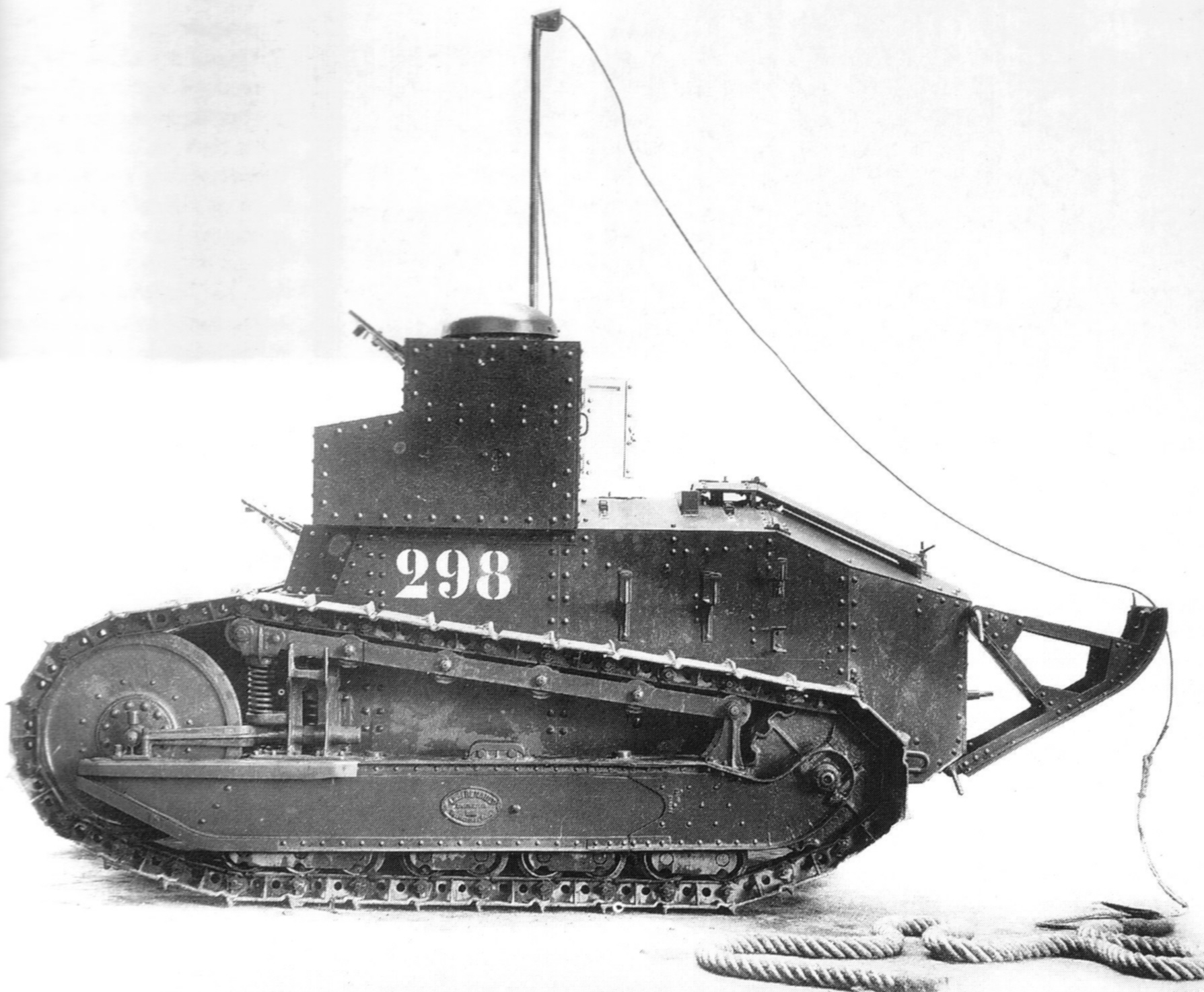
FT 17 Signal ou TSF

- FT-17 з гарматним озброєнням («самець»)  озброєний напівавтоматичною 37-мм нарізною гарматою фірми «Пюто» — Puteaux SA 18. До цієї модифікації відносилося близько 1/3 всіх побудованих FT-17.
- FT-17 з кулеметним озброєнням («самиця»)  озброєний 8-мм кулеметом Hotchkiss Mle 1914. До цієї модифікації відносилося близько 3/5 всіх побудованих FT-17.
- FT-7 BS  озброєний 75-мм гарматою Блокхаус Шнайдер (короткоствольна гаубиця). Фактично це була САУ. Екіпаж складався з 3 людей. Виготовлено принаймні 39 танків.
- FT 17 Signal ou TSF  — командний танк з радіостанцією. З січня 1918-го року випущено 200 екземплярів.
- FT modifié 31  — переозброєний кулеметом Reibel MAC31 калібру 7,5 мм. Починаючи з 1931 року до початку Другої світової війни модифіковано 1580 машин. Цю версію часто зазивають FT-31, хоча це й не було її офіційною назвою.
- M24/25  — модифікація 1924–1925 рр.
- NC27 (NC1)  — модифікація 1927 р.
- NC28  — модифікація 1928 р.
- NC2 (NC31)  — модифікація 1931 р.
- NC3 (D1).

## Опис конструкції

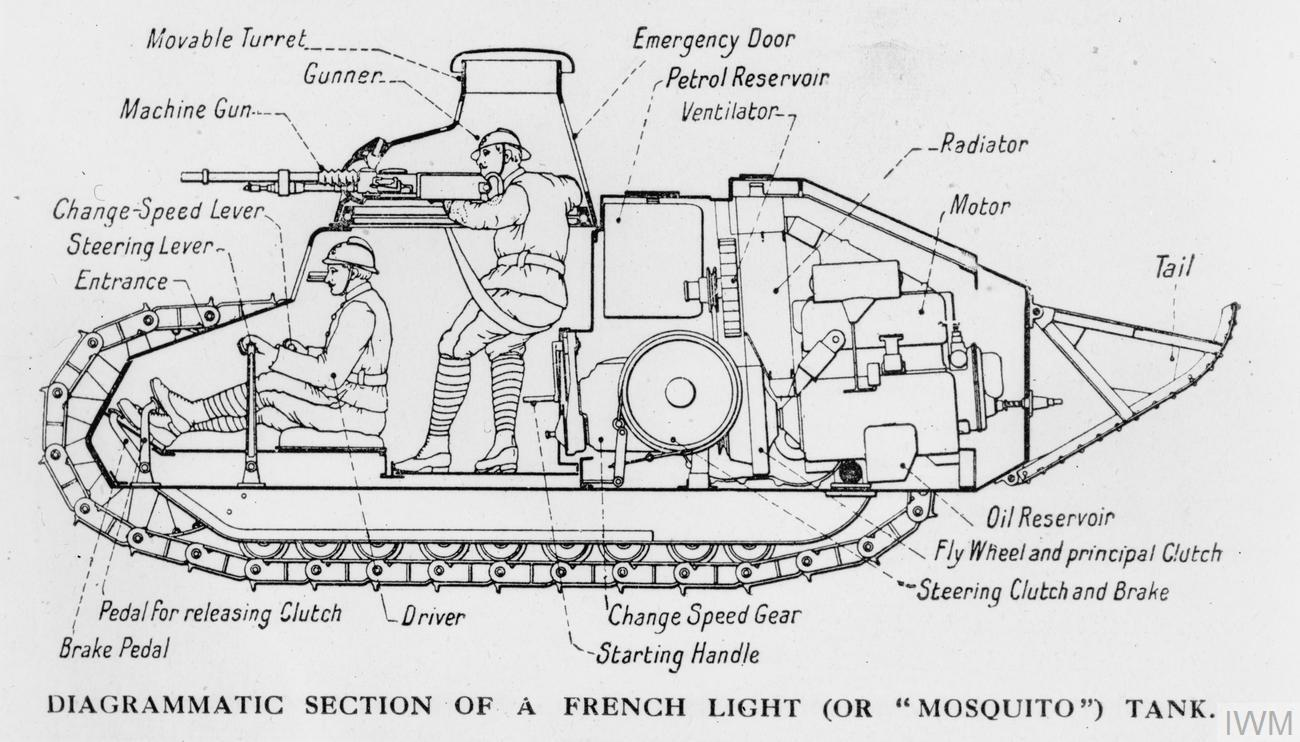
компонування Рено FT-17.

FT-17 став першим танком, що мав компонування, яке отримало пізніше назву «класичного». Відділення управління розміщувалося в лобовій частині танка, бойове відділення з баштою кругового обертання, в якій знаходилося основне озброєння танка, розташовувалося за ним, в середній частині танка, а моторно-трансмісійне відділення займало кормову частину корпусу. Екіпаж танка складався з двох чоловік — механіка-водія і командира, який займався також обслуговуванням гармати або кулемета.

### Озброєння
FT-17, крім неозброєного варіанту танка управління, випускався в двох варіантах, «гарматному» і «кулеметному», котрі розрізнялися установкою відповідного озброєння у башті. Велика частина танків, близько 2100 машин, була випущена в кулеметному варіанті, в гарматному випущено близько 1500 машин. Озброєння танків «гарматного» варіанту складалося з напівавтоматичної 37-мм нарізної гармати Puteaux SA 18, створеної на основі піхотної гармати mod.1916 TR. Гармата мала довжину ствола 21 калібр або 777 мм, вертикальний клиновий затвор і пружинні противідкоти. Розміщувалася гармата в установці в лобовій частині башти, в напівсферичній броньованій масці, що встановлювалась на горизонтальних цапфах в поворотному, у вертикальній осі, основному броньовому щитку. Наведення гармати здійснювалося її вільним хитанням за допомогою плечового упору, максимальні кути вертикального наведення становили від −20 до +35 градусів.

### Засоби спостереження та зв'язку
Верхня стулка лобового люка з оглядового щілиною при пересуванні відкидалася вгору, утворюючи вікно механіка-водія. У бойових діях водій вів спостереження через три відкриті оглядові щілини у верхній стулці і у вилицях корпусу. Командир користувався циліндричним ковпаком з п'ятьма оглядовими щілинами і грибоподібною відкидною кришкою в башті для огляду поля бою.
Засоби зв'язку (радіостанція) були лише в модифікації FT 17 Signal ou TSF. У всіх інших варіацій танку радіостанції не було.

### Двигун та трансмісія
На танк встановлювався чотирициліндровий рядний карбюраторний двигун Renault 18CV, з діаметром циліндра 95 мм і ходом поршня 160 мм. Він розвивав потужність 20 к.с. при 800 об/хв, 27 к.с. — при 1000 обертах, 39 к.с. — при 1500 обертах. Попереду двигуна розміщувався паливний бак. Подачу бензину здійснював насос с мембраною або пульсатором, а на великих ухилах використовувалося пальне з додаткового бачка. Через конічне зчеплення крутний момент двигуна передавався на механічну коробку передач з пересувними шестернями, що мала чотири передачі вперед і одну назад.
Механізмами повороту служили конічні бортові фрикціони. Управління здійснювалося двома важелями повороту, важелем управління коробки передач, педалями газу, зчеплення і ножного гальма, ручками акселератора і гальма. Для повороту відключалася і пригальмовувалася відповідна гусениця. Танк міг розвертатися на місці навколо вертикальної осі.

### Ходова частина
Ходова частина стосовно одного борту складалася з 9 опорних і 6 підтримних котків, напрямного колеса з гвинтовим механізмом натягу гусениці і ведучого колеса заднього розташування. Підтримні котки (крім заднього) були підресорені гвинтовою спіральною пружиною. Підвіска балансирна, з листовими напів еліптичними ресорами, прикритими броньованими листами. Гусениця — крупноланкова цівкового зачеплення.
Танк мав хорошу опорну і профільну прохідність. Для поліпшення прохідності при подоланні ровів і ескарпів в кормовій частині був встановлений знімний кронштейн («хвіст»). З «хвостом» машина мала здатність долати рів шириною до 1,8 м і ескарп висотою до 0,6 м, валити дерева товщиною до 0,25 м, не перекидалася на підйомах до 38° і при кренах до 28°. Мінімальний радіус повороту дорівнював ширині колії машини (1,41 м).

## Машини на базі FT-17

### FT Kégresse

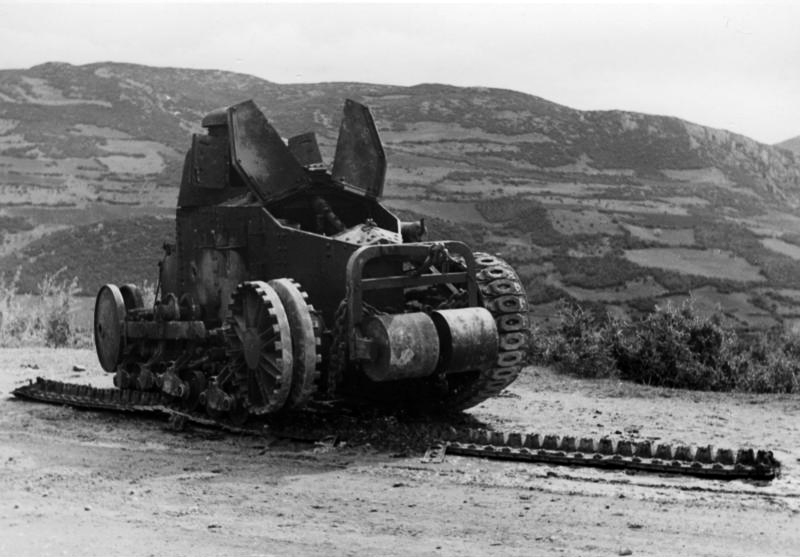
FT Kégresse в Югославії

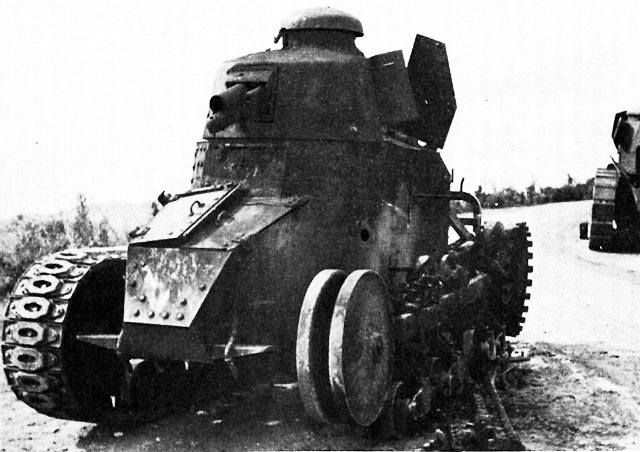
FT Kégresse в Королівстві Югославія

Разом з тим, існуючі FT-17, хоча і проявили себе як досить ефективні танки в траншейній війні, не були добре адаптовані до умов мирного часу. Основна проблема полягала в їх низькій максимальній швидкості, що вимагало використання спеціальних транспортних засобів, коли танки мали переміститися за межі своєї операційної бази, і що робило їх принципово непридатними для патрульної служби в колоніях. Тому було прийнято рішення переробити частину існуючих машин, з установкою на них більш ефективної підвіски. Перші зміни були в танках типу FT Kégresse, з підвіскою обладнаної системою Kégresse яка до цього використовувалася в напівгусеничних машинах. Гусениці були зроблені з гуми, укріпленої сталевими елементами. У 1925 році 42 танки перебудували таким чином, і використали в 1926 році під час повстання берберів в Марокко. Ця зміна дозволила танкам розвивати максимальну швидкість в 17 км/год, але досвід роботи показав, що гусениця мала тенденцію зіскакувати на максимальній швидкості, що часто мало катастрофічні наслідки, і тому подальшу розробку проєкту припинили. Дев'ять танків FT Kégresse продані Югославії, п'ять — Польщі і один — Швеції.

### Renault FT BS

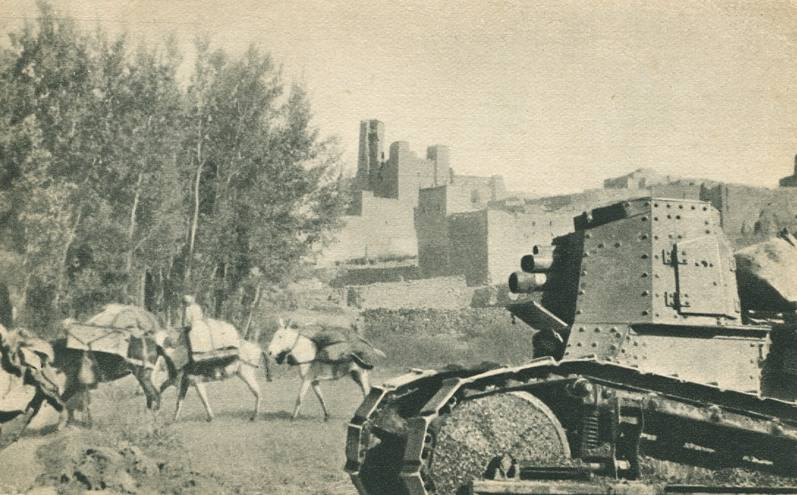

## Використання

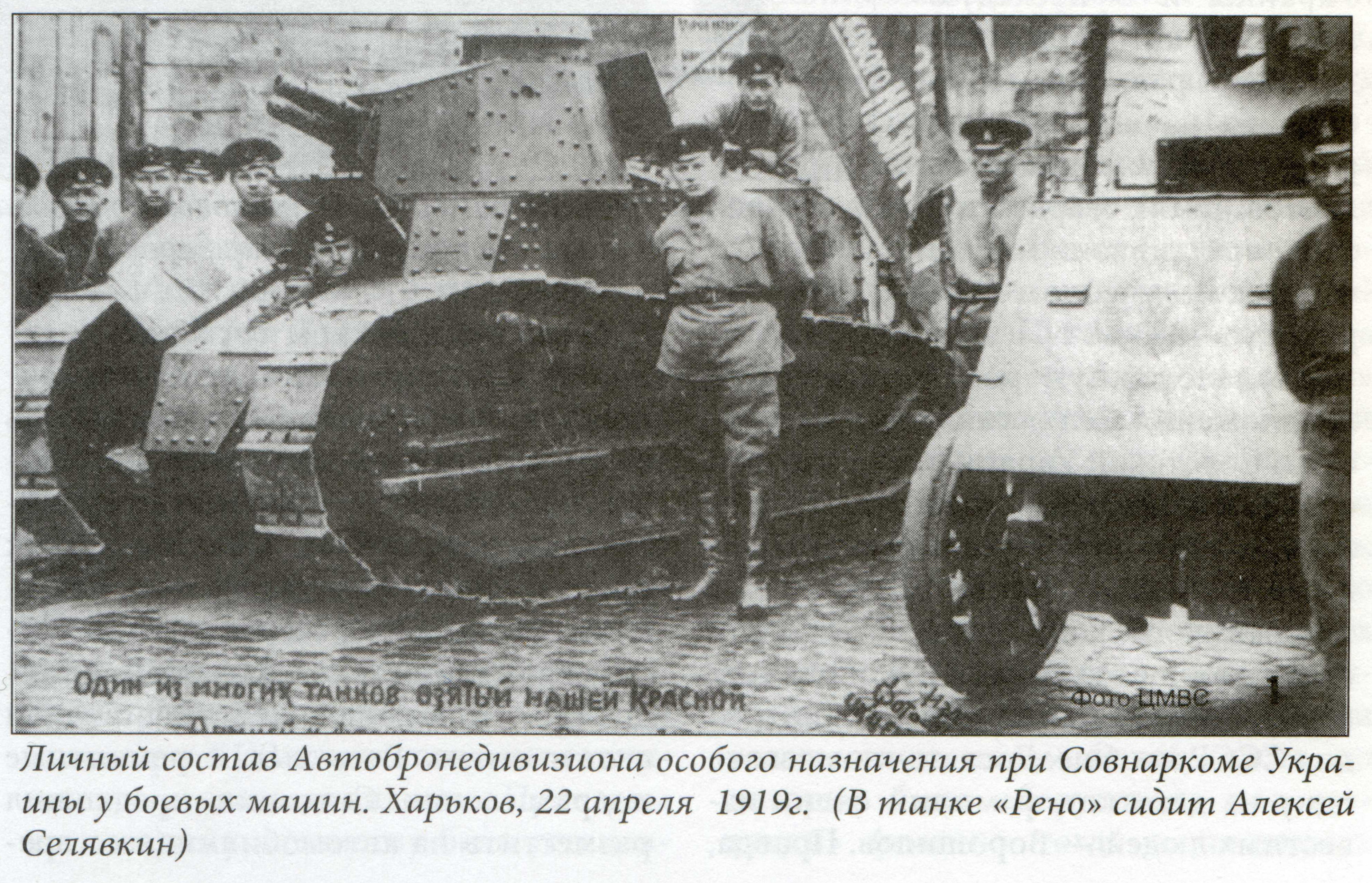
Бронедивізіон РСЧА з трофейним французьким танком FT-17, захопленим під Одесою. Харків, квітень 1919

- Афганістан
- Бельгія — 54 од.
- Бразилія — 40 од.
- Велика Британія — ліцензійні американські
- Третій Рейх — використовувалися як трофеї під назвою Pz.Kpfw.17R 730 (f) або Pz.Kpfw.18R 730 (f) — близько 500 од.
- Греція
- Іран
- Друга Іспанська республіка,  Іспанія У 1919-1923 Іспанія отримала 11 танків FT і 1 командний TSF. До початку громадянської війни на озброєнні було FT - 5 у націоналістів в Севільї і 5 - у республіканців в Мадриді. Доля TSF на той момент невідома. В ході війни у Франції і Польщі були куплені ще 65 од. FT[3]
- Королівство Італія — 3 од., потім випускалася власна модифікація Fiat 3000
- Канада — ліцензійні американські
- Республіка Китай — один/два десятки
- Литва — 12 од.
- Нідерланди — 2 од.
- Норвегія
- II Польська Республіка — 174 од.
- Росія (білий рух)
- Румунське королівство — 74 од.
- СРСР — трофейні білі; потім випускалася власна модифікація «Російський Рено»
- США — 514 од., потім випускалися за ліцензією під назвою М1917
- Туреччина
- Фінляндія — 32 од.
- Французька республіка — 3737 танків 1917–1940 рр.
- Чехословаччина — 7 од.
- Швейцарія — 5 од.
- Швеція — модифікація NC27 (NC1) куплена для випробувань
- Естонія — 12 од.
- Королівство Югославія — 48 од.
- Японська імперія — під назвою Тип 89 «Ко-Гата» (лита башта (так званий FT-18) гарматні і кулеметні(6,5 мм Тип 3)) — 13 од.

## Експлуатація та бойове застосування

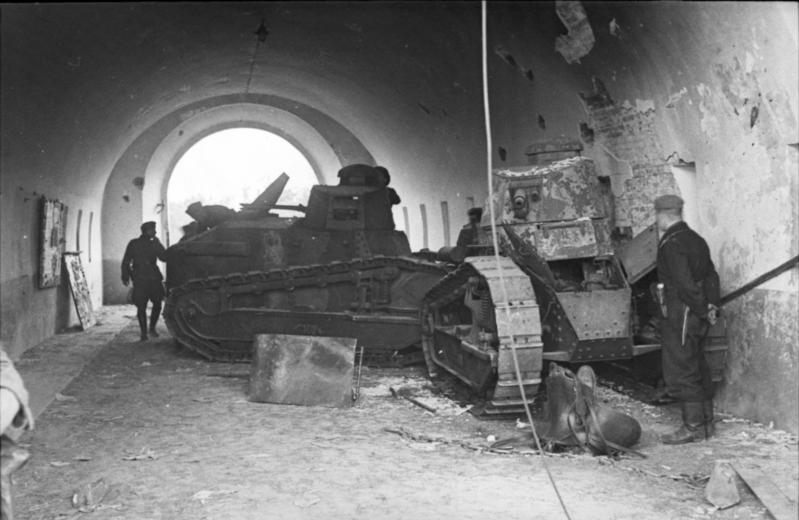
Підбиті польські FT-17

У 1919 році в Польської Армії генерала Галлера у Французькій республіці утворений 1 полк танків, оснащений 120 танками FT-17 (четверте місце в світі щодо наявних броньових сил). У червні 1919 полк танків разом з армією генерала Галлера повернувся до Польської республіки, з усім обладнанням; брав участь в радянсько-польській війні. До моменту початку Другої світової війни польська армія мала 102 танки цього типу. Навіть наприкінці тридцятих років Рено FT-17 залишався придатною до бойових дії бронемашиною. Renault FT-17 перебував на озброєнні до початку Другої світової війни в арміях Французької та Польської республік. Експлуатувався в Північній Африці. До початку Другої світової війни, німецькі Pz.Kpfw.I хоча вже й поступилися роллю основного танка значно більш боєздатним Pz.Kpfw.II, а також частково — Pz.Kpfw.III і Pz.Kpfw.IV, котрі вступили в ще дрібносерійне до того часу виробництво, все ще використовувалися Вермахтом в значних кількостях. Станом на 15 серпня 1939 на озброєнні Третього Рейху були 1445 Pz.Kpfw.I Ausf.A і Ausf.B, що становило 46,4 % всієї бронетехніки Панцерваффе. Тому навіть безнадійно застарілі до того часу FT-17, що мали гарматне озброєння, мали в бою перевагу над ними і були цілком придатними, в умовах грамотного використання для застосування як винищувачі танків. Трофейні французькі танки використовувалися Вермахтом як навчальні машини, а також для тилового патрулювання і охорони аеродромів.
В 1919 році 6 танків FT-17 захоплені червоноармійцями поблизу міста Одеси у союзного експедиційного корпусу. Один танк направили до Москви і за розпорядженням Леніна на заводі Червоне Сормово танк ретельно скопіювали і випустили з двигуном АМО і бронею Іжорського заводу під ім'ям «Борець за свободу товариш Ленін», іноді позначається як перший радянський танк «М». Правда, в дорозі деякі деталі були загублені, тому деякі агрегати, наприклад, коробку передач, довелося конструювати заново.
Завдання вдалося виконати, але лише частково: було побудовано всього 15 екземплярів, причому, за висновком однієї з комісій, вони були «незадовільні за якістю, незручні з володіння зброєю, частково зовсім неозброєні».
Деяка частина цих танків перебувала на озброєнні Фінляндії і брали участь у Зимовій війні.
Перші танки потрапили в Японську імперію вже незабаром після закінчення Першої світової війни. Першим японським танком став прибулий в жовтні 1918 року британський Mk.IV, за яким у 1919 році послідували приблизно 6 Mk.A «Уіппет» і 13 французьких FT-17, що отримали в Японії позначення «Ко Гата Сенша».

## Оцінка машини
У роки Першої світової війни, французам вдалося створити дуже вдалий легкий танк «Рено» FT-17, який значною мірою визначив подальший розвиток конструкторської думки в танкобудуванні. Всього випущено 7820 од. FT-17 різних варіантів, і незважаючи на активні експортні поставки, тисячі (<2800) танків цього типу продовжували залишатися на озброєнні французької армії в міжвоєнні роки. Це накладало істотний відбиток на французьке танкобудування в 1920-ті роки — за наявності таких значних запасів, що перевищували будь-які запити армії в мирний час, модернізація танкового парку йшла мляво. Розроблені як розвиток FT-17, середні танки NC 27 і NC 28 небагато перевершували його за бойовими якостями, відрізняючись до того ж ненадійною підвіскою і в результаті випущені лише в незначній кількості. Єдиним танком підтримки піхоти, прийнятим на озброєння за цей час став розроблений на основі NC 28 і випущений в кількості, за різними даними, від 60 до 100 од. D1 — малорухливий і недостатньо для своєї маси броньований.

## Переваги
Рено FT-17 був порівняно простим танком; характеризувався невеликим тиском на ґрунт — 0,6 кг/см², що важливо при русі по пересіченій місцевості. Танк міг долати окопи шириною до 1,8 м і схили до 35°.

## Історичні факти
- Перша танкова частина на території колишньої Російської імперії — танковий дивізіон при Раднаркомі Радянської України — була створена в Харкові краскома Селявкіним в 1919 р. з трофейних танків Рено FT-17, захоплених під Одесою (станція Березівка). Згодом перша в СРСР танкова частина була перетворена в Танкову ескадру РККА (т.зв. «Лефортівську») (1922), основною ударною силою якої були трофейні британські танки Mark V.
- Брестська фортеця: 14 вересня 1939 р. 77 танків німецької 10-ї танкової дивізії спробували взяти місто і фортецю з нальоту, але були відбиті польською піхотою за підтримки 12 танків FT-17.

## Цікаві факти
В 2024 році, як повідомив ресурс WhatTheJam, майстер з ремонту класичних автомобілів Камерон Свінні протягом року виготовив танк FT-17. У проєкті зі створення танка, який вважається першим у світі сучасним танком, Камерону вдалося поєднати всі свої хобі та інтереси. Вартість створеного танка склала $50 000.

## Світлини

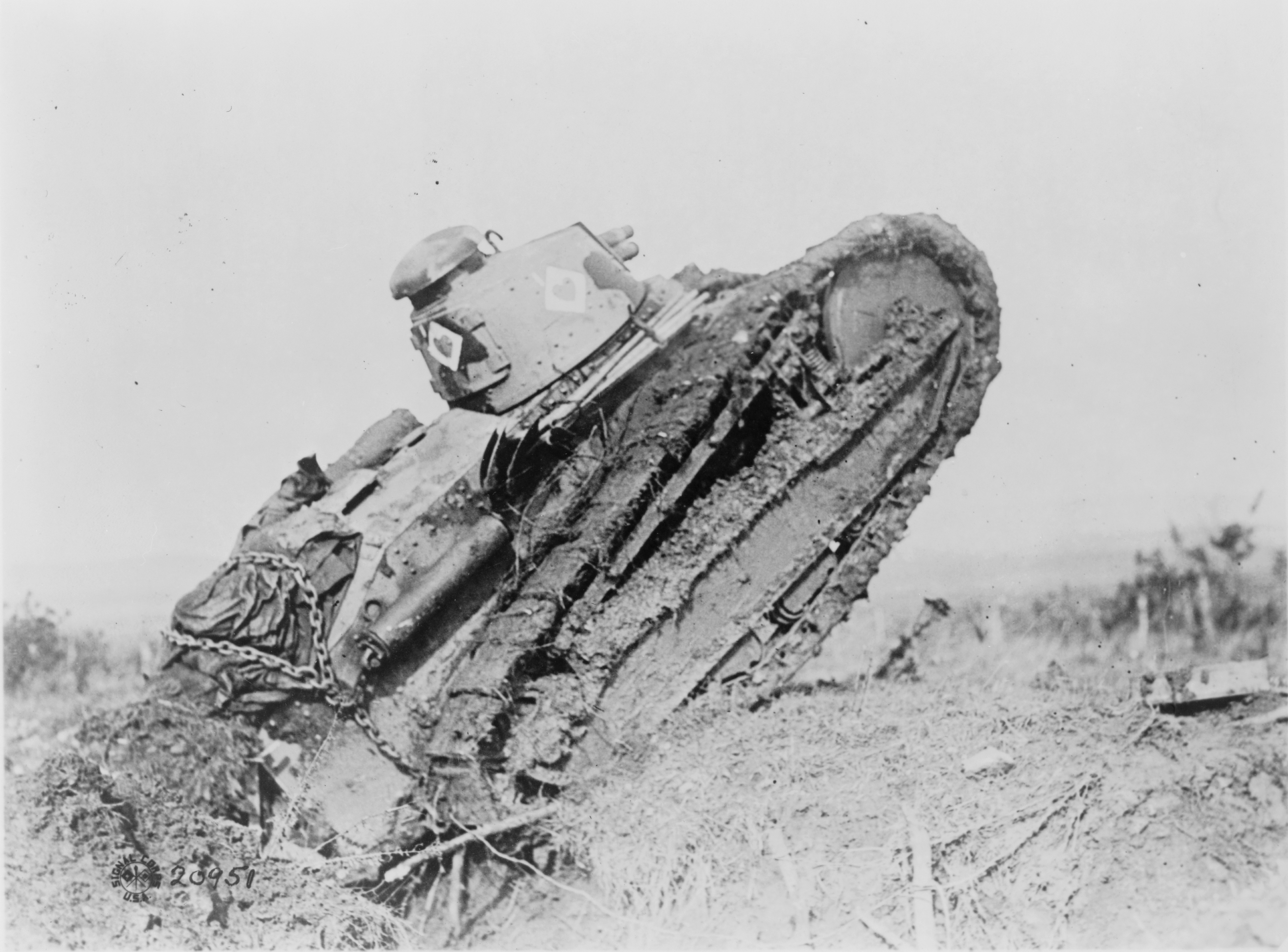
Знищений FT-17
Командир та стрілець танка FT-17, з відкритими бронепластинами. Французька республіка, 1918.
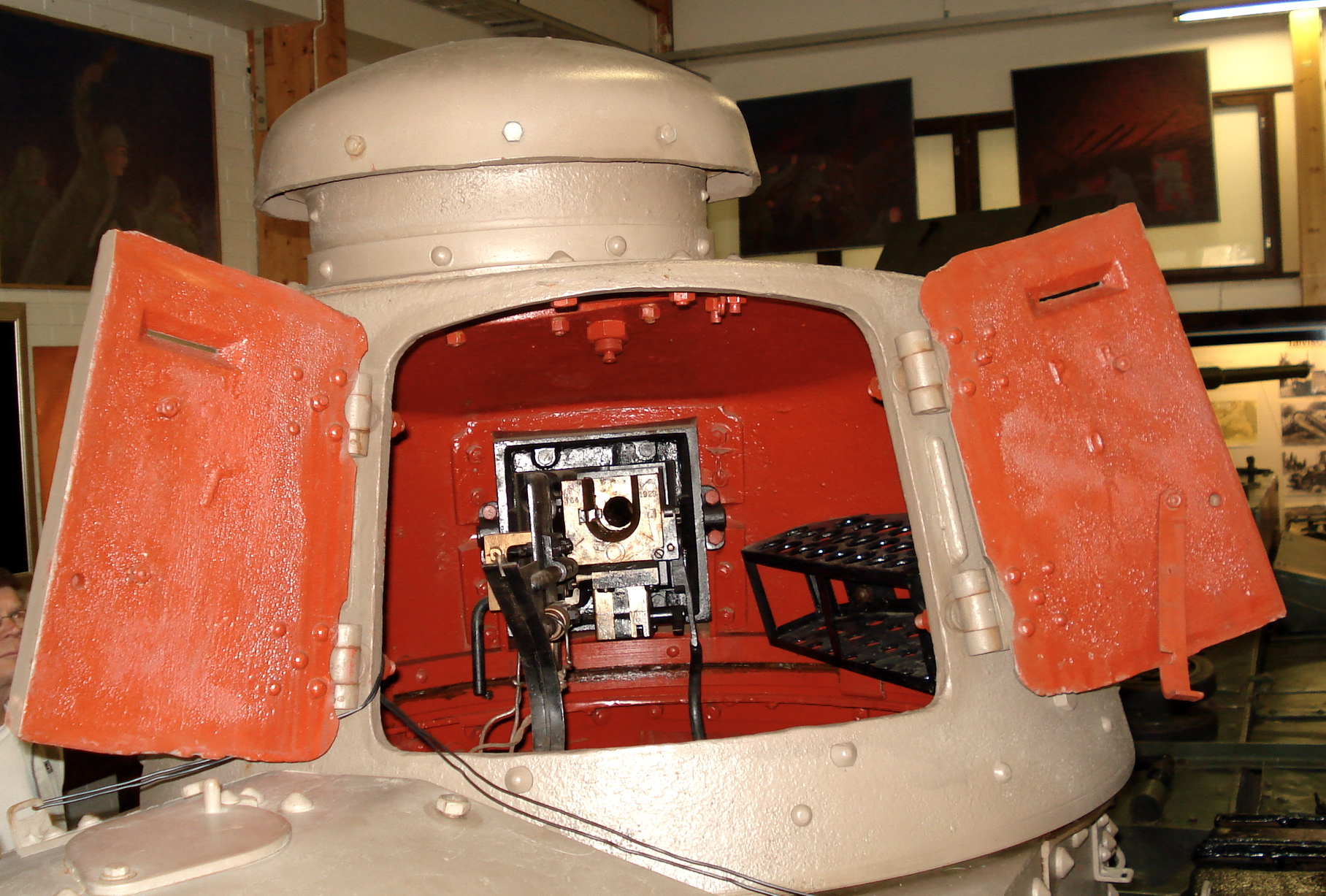
37 мм гармата у башті
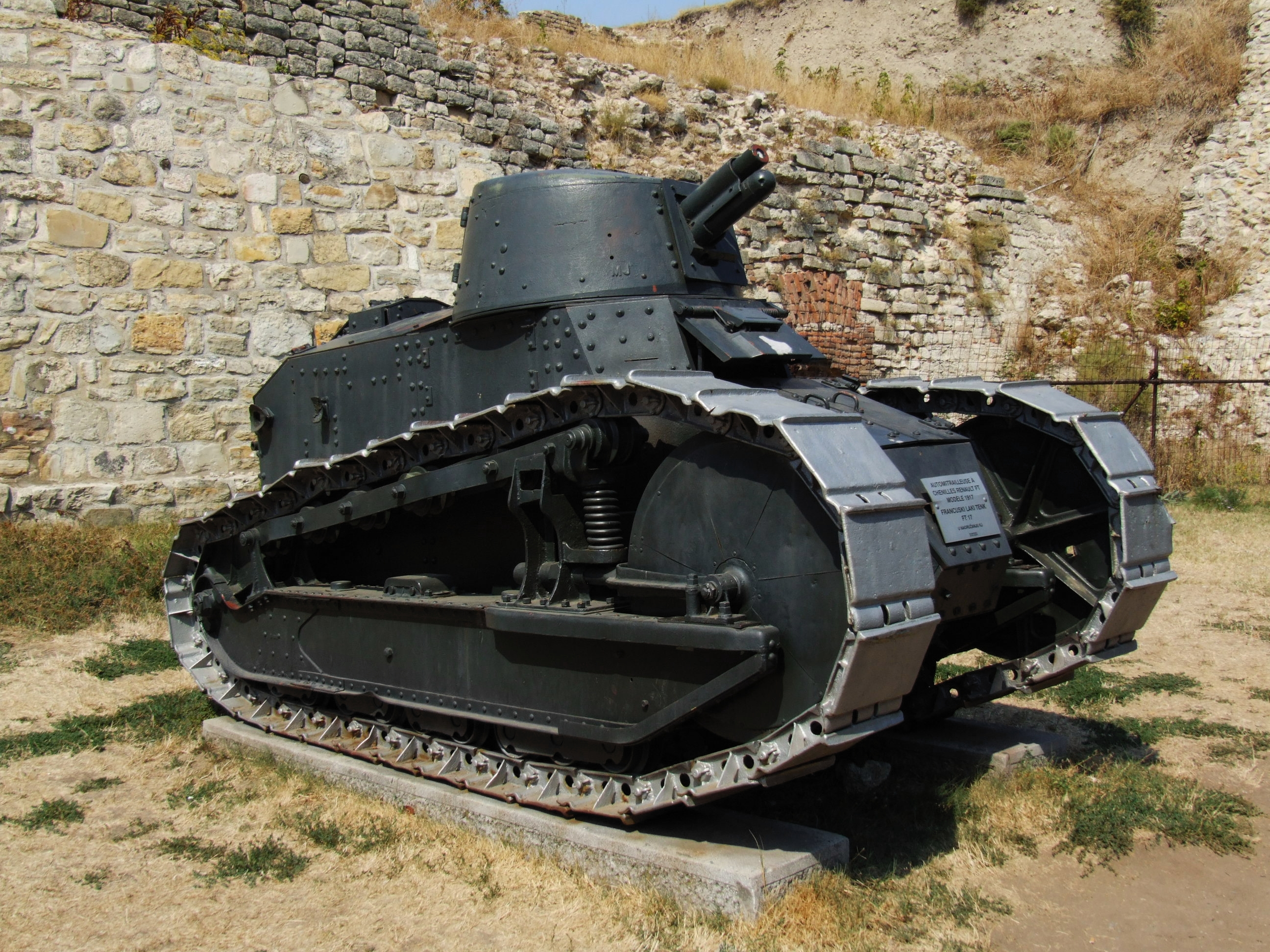
гарматний танк Рено FT-17
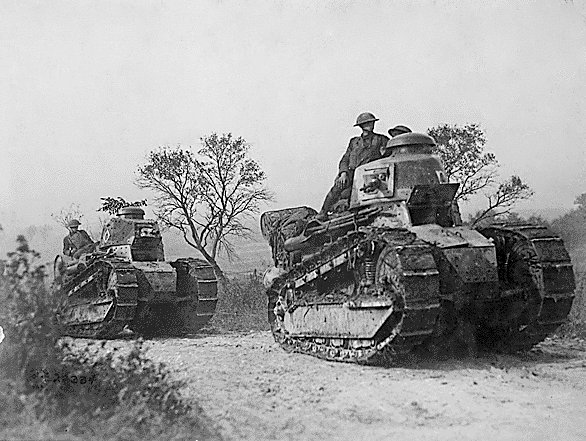
Американські Рено FT-17 у Французькій республіці, вересень 1918
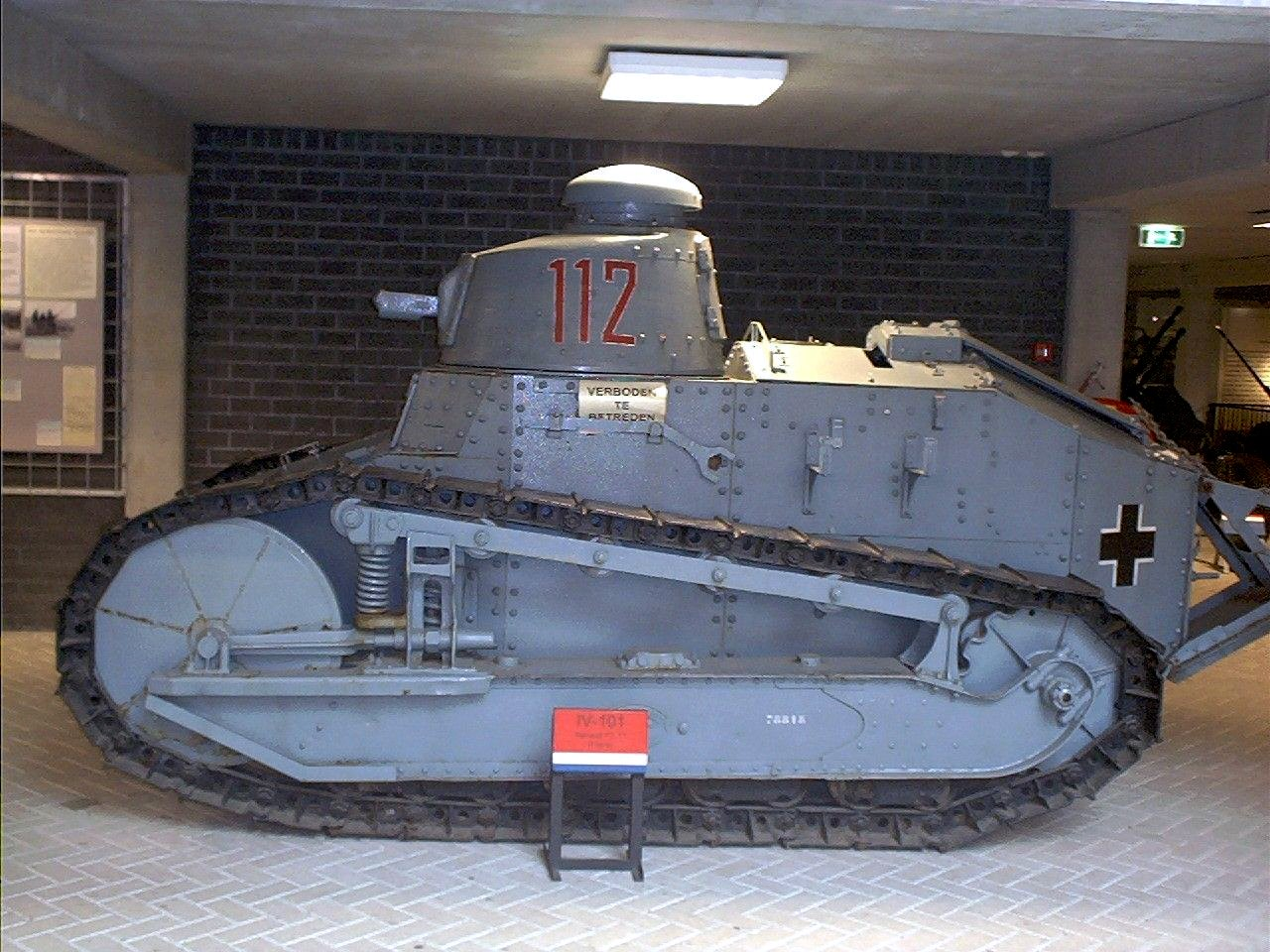
Танк Рено FT-17 пофарбована в сірий колір, та з німецьким маркуванням
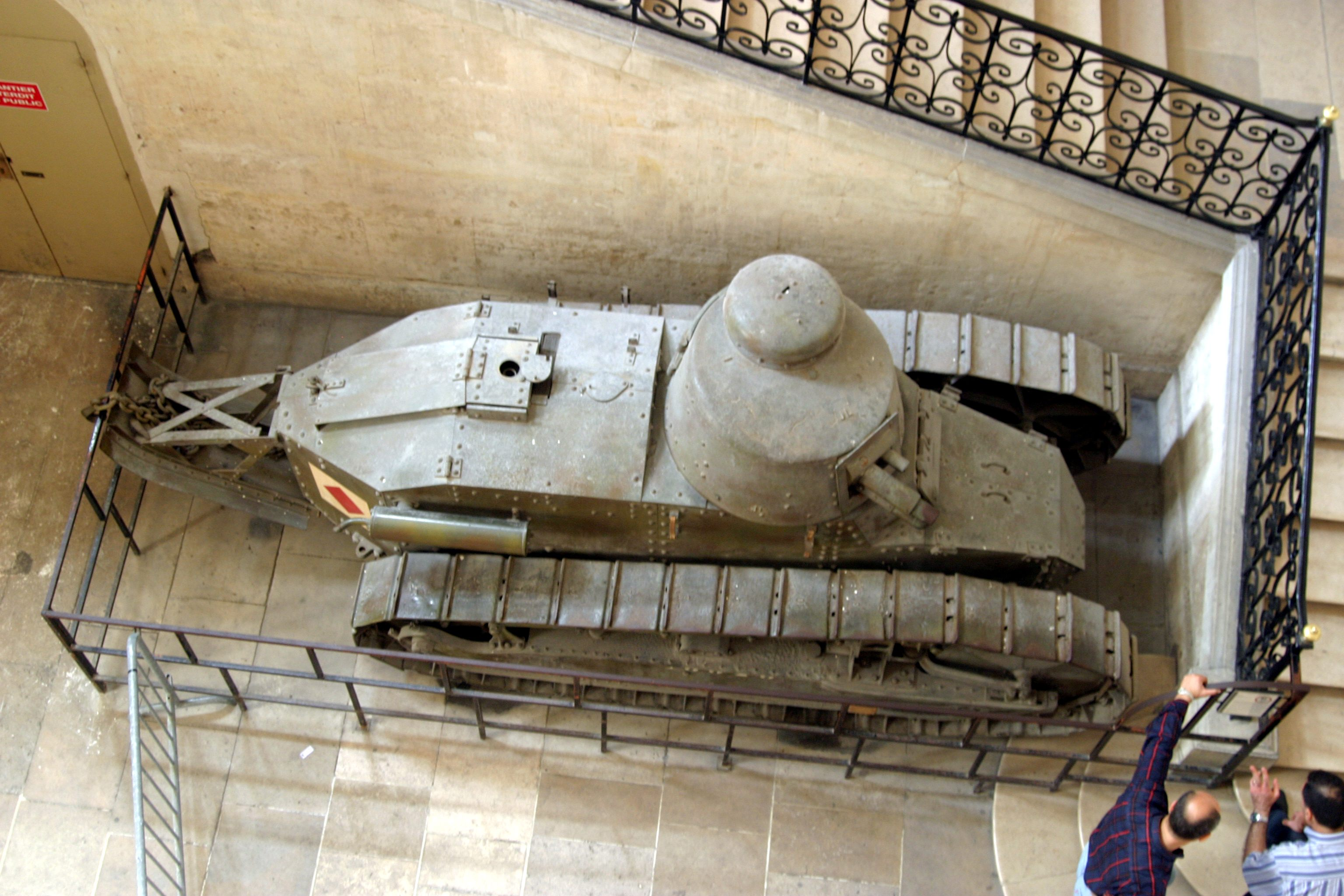
Танк з «хвостом» міг долати окопи завширшки 1,8 метра

## Відео
- http://www.youtube.com/watch?v=iU8HGs_GrRw&feature=related [Архівовано 26 лютого 2013 у Wayback Machine.]
- http://www.youtube.com/watch?v=eIDg_ng-Qi0&feature=related [Архівовано 26 лютого 2013 у Wayback Machine.]
- http://www.youtube.com/watch?v=AH5oGnmNCxU [Архівовано 26 лютого 2013 у Wayback Machine.]
- http://www.youtube.com/watch?v=Yr1vJWjRQ5Y&feature=related [Архівовано 26 лютого 2013 у Wayback Machine.]
- http://www.youtube.com/watch?v=0ZZTNJmgJkI&feature=plcp [Архівовано 11 липня 2014 у Wayback Machine.]